# St. Laurentius (Stadt Seehausen)

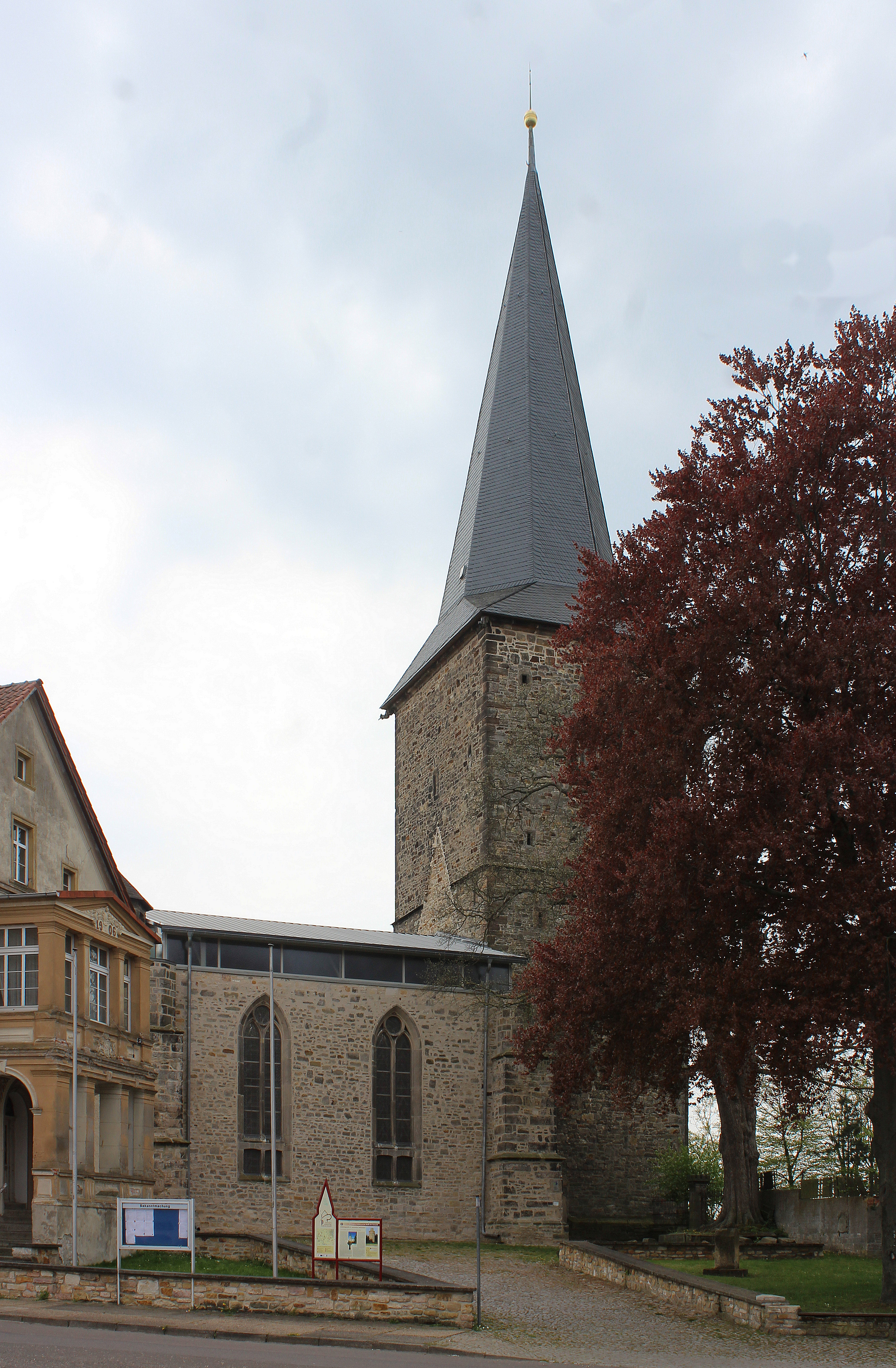
St. Laurentius (2022)

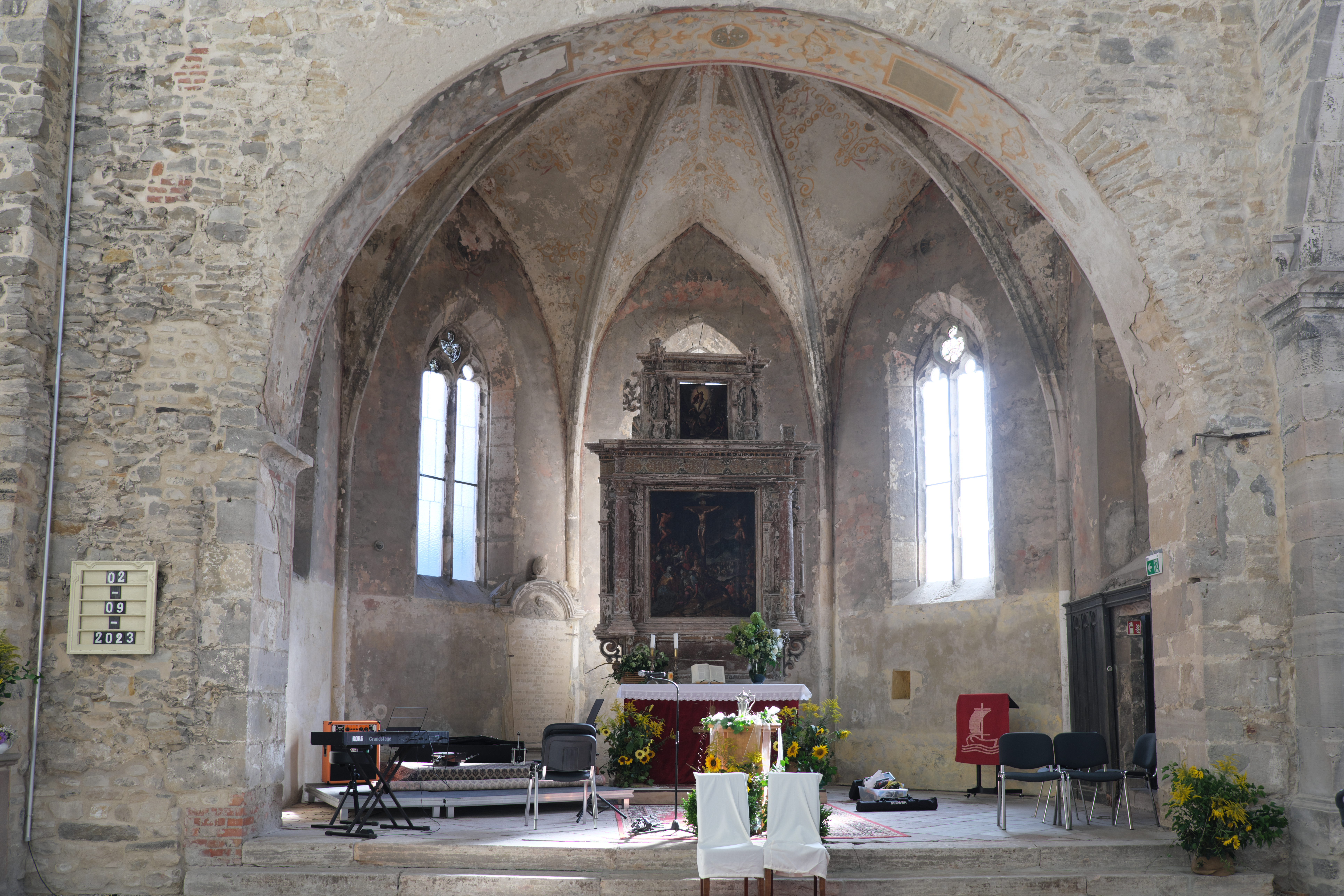
Innenansicht

Die St.-Laurentius-Kirche ist eine denkmalgeschützte Kirche in Stadt Seehausen, einem Ortsteil der Stadt Wanzleben-Börde im Landkreis Börde in Sachsen-Anhalt. Sie gehört zum Kirchenkreis Egeln der Evangelischen Kirche in Mitteldeutschland. Namensgeber der Kirche ist Laurentius von Rom.

## Geschichte
Die Laurentiuskirche wurde Anfang des 15. Jahrhunderts an der Stelle eines Vorgängerbaus errichtet. 1511 war der Turm fertiggestellt. In der zweiten Hälfte des 17. Jahrhunderts und im 19. Jahrhundert wurden Umgestaltungen im Innenraum vorgenommen. Ende des 20. Jahrhunderts zeigte sich der Bau als Ruine. Der Dachstuhl des Langhauses wurde 1974 wegen Baufälligkeit abgerissen. Seit dem 2. September 1996 ist die Kirche im Landesamt für Denkmalpflege Sachsen-Anhalt als Baudenkmal eingetragen. Von 2018 bis 2020 wurden Kirche und Kirchturm außen saniert, seit 2018 überspannt ein modernes Dach mit einem durchlaufenden Fensterband das Schiff, so dass die Kirche wieder für Veranstaltungen genutzt werden kann.

## Architektur und Innenausstattung
Die Laurentiuskirche ist eine gotische Hallenkirche aus unverputztem Bruchsteinmauerwerk und mit kräftigen Strebepfeilern an Chor und Längsseiten. Der Chor hat einen Fünfachtelschluss mit gotischen Maßwerkfenstern und wird von einem Rippengewölbe überspannt. Der Turm aus Bruchsteinmauerwerk über quadratischem Grundriss ist mit einem schlanken Knickhelm bedeckt.
Der Altar stammt aus der Renaissance. Das Altarbild zeigt eine Kreuzigungsszene, im Auszug ist die Himmelfahrt Christi dargestellt. Am Triumphbogen und im Chorgewölbe sind noch Reste einer Bemalung vorhanden. Grabplatten sind ebenfalls erhalten.
Die älteste Glocke aus Bronze stammt aus dem Jahr 1336 und trägt die Inschrift O REX G[L]ORIAE CHRISTE VENI CUM PACE. Die Glocke mit der Inschrift SURSUM CORDA wurde 1843 von der Firma H. Engelcke in Halberstadt gegossen.